# Lector in fabula
Lector in fabula. La cooperació interpretativa en el text narratiu (1979), més conegut com a Lector in fabula, és un assaig del semiòleg i escriptor italià Umberto Eco.
A partir de principis semiòtics descrits prèviament per l'autor en L'estructura absent (1968) i Tractat de semiòtica general (1975), Eco teoritza en Lector in fabula sobre la cooperació entre text i lector en la narrativa i exposa una semiòtica textual narrativa, un model de cooperació interpretativa per als textos narratius.
El text literari, en particular el narratiu, havia ocupat parts o capítols de la reflexió semiòtica d'Eco en obres anteriors, com en Obra oberta. Forma i indeterminació en les poètiques contemporànies (1962), L'estructura absent. Introducció a la semiòtica (1968), La forma del contingut (1971) i Tractat de semiòtica general (1975). També Apocalíptics i integrats (1964), tot i que en l'àmbit de la comunicació de masses, al·ludia a la qüestió. En Lector in fabula, l'obertura dels textos i la cooperació que susciten amb el lector esdevé l'eix vertebrador de la reflexió semiòtica.
El semiòleg Manuel Sito Alba remarca que, com en altres estudis, en Lector in fabula Eco es recolza en les teories de Charles Sanders Peirce per realitzar una anàlisi semiòtica de la cooperació textual. Considerant el fet narratiu com un acte de comunicació, planteja que el missatge d'aquesta comunicació, el text literari, considerat semiòticament com a signe, es dirigeix a un receptor, el lector; en la ment del lector, es crea un signe equivalent a l'emés, o fins i tot més desenvolupat (que Peirce deia signe interpretant). Per això, com el destinatari és qui actualitza el text, la seua funcionalitat és essencial, i l'ha de considerar l'emissor, l'autor, en realitzar el seu text. L'autor, així, ha de preveure en la confecció del text, al lector; ha de considerar que els codis del lector poden ser diferents als seus. Així, tant l'autor com el lector són presents en l'estratègia textual.